# 師子覺
師子覺（Buddhasiṃha 覺獅子），又譯為佛陀僧訶，印度論師，相傳為無著、世親之弟；一說為無著之徒。

## 生平
玄奘記載，師子覺為無著之徒，但比無著早過世。

## 著作
他曾為無著《大乘阿毘達磨集論》作註疏，玄奘譯《大乘阿毘達磨集論》時，將無著本文與他的註疏混合譯出。